# Herdersparelmoervlinder
De herdersparelmoervlinder (Boloria pales) is een vlinder uit de familie Nymphalidae (Aurelia's), onderfamilie Heliconiinae. De wetenschappelijke naam is voor het eerst geldig gepubliceerd in 1775 door Michael Denis & Schiffermüller.
De soort komt voor in Europa.

## Beschrijving

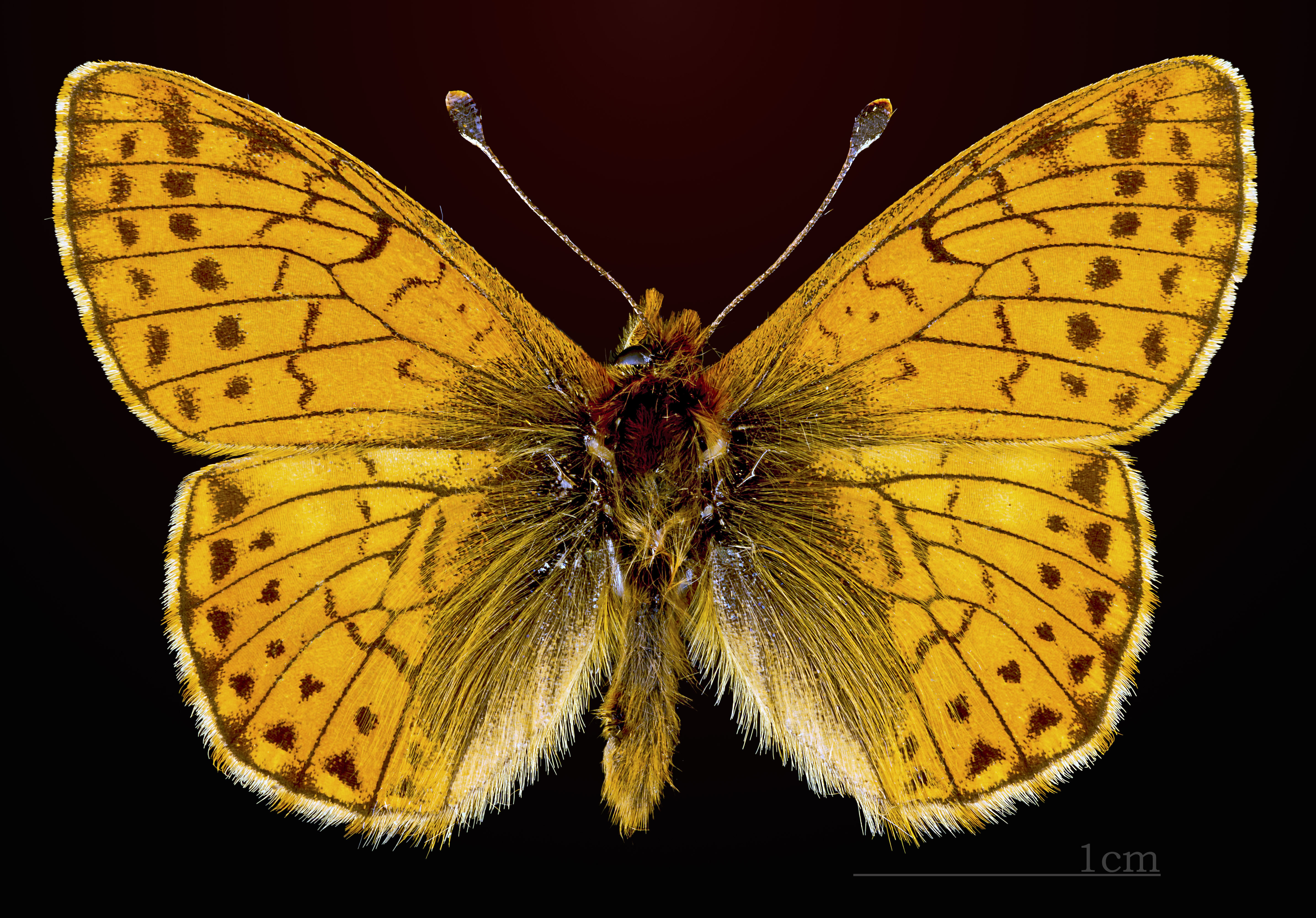
Boloria pales pales
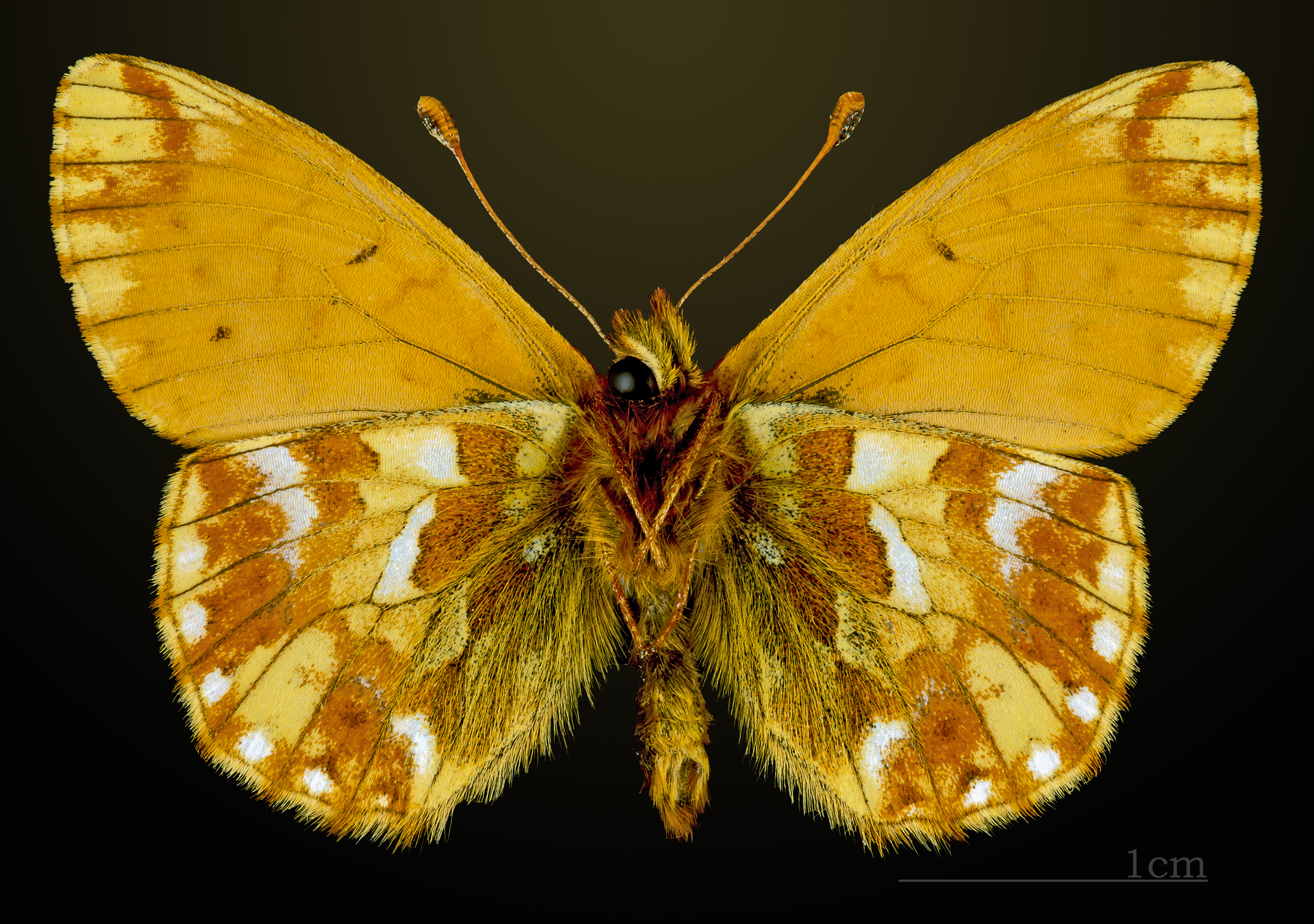
△ Boloria pales pales
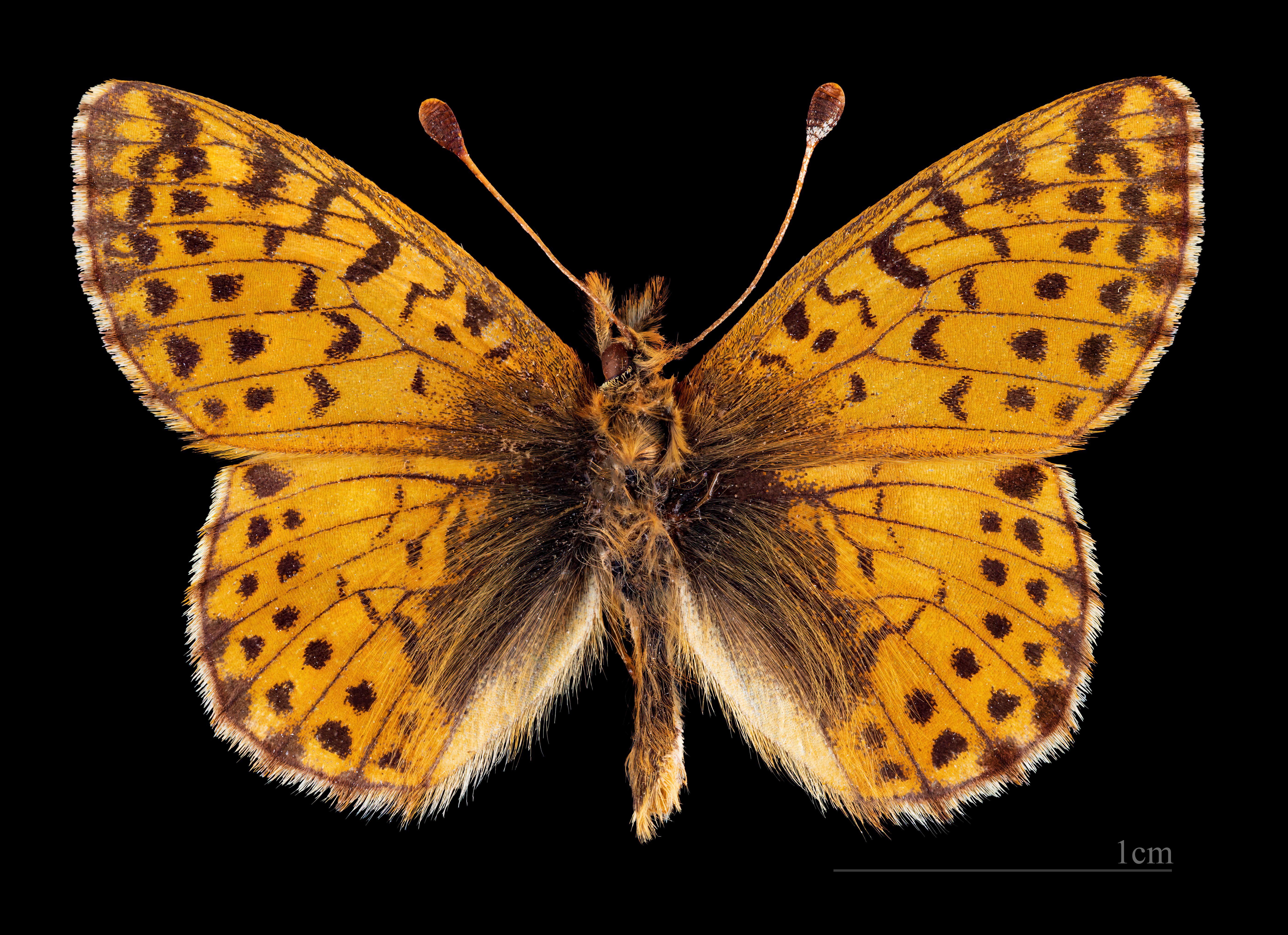
Boloria pales palustris
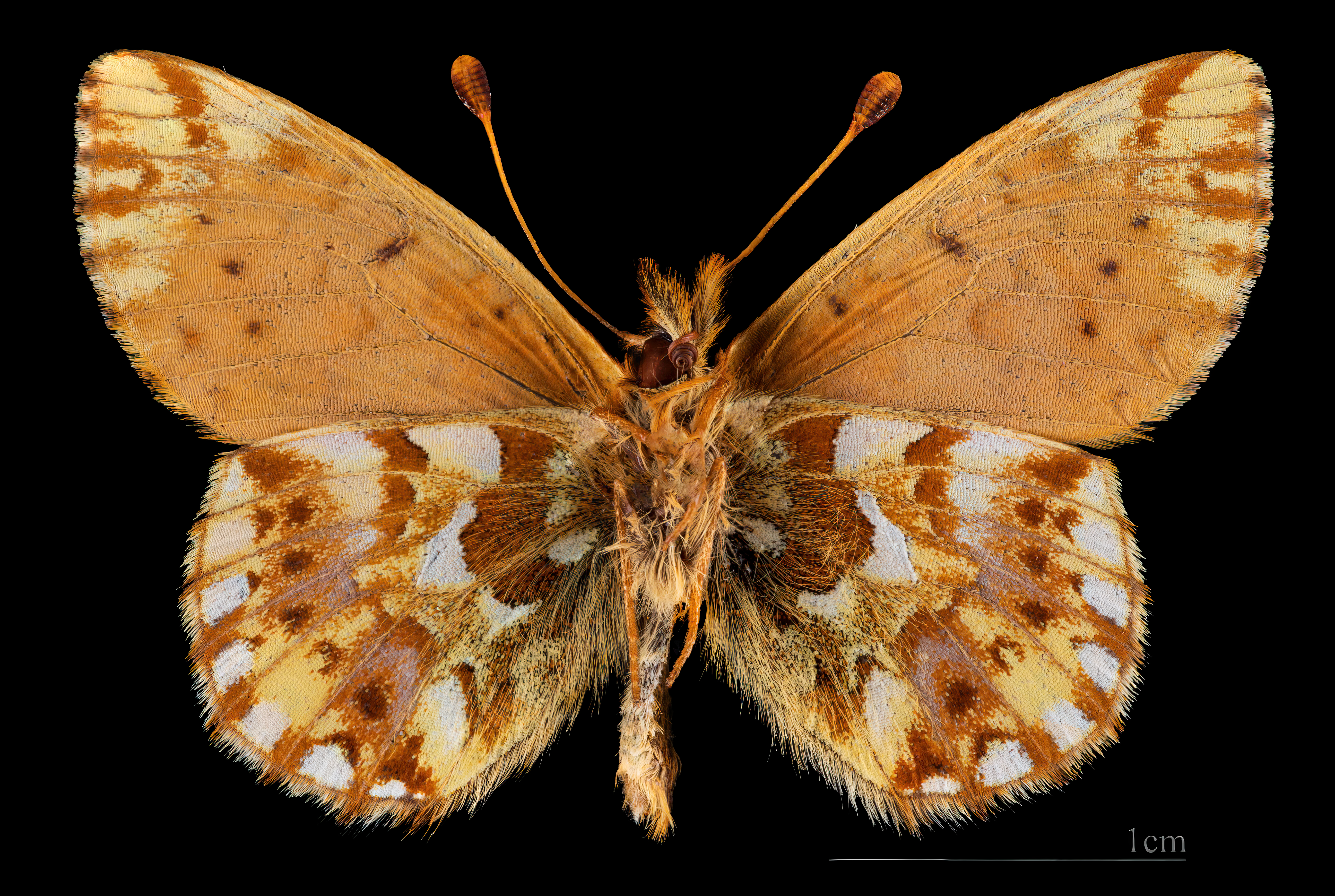
△  Boloria pales palustris
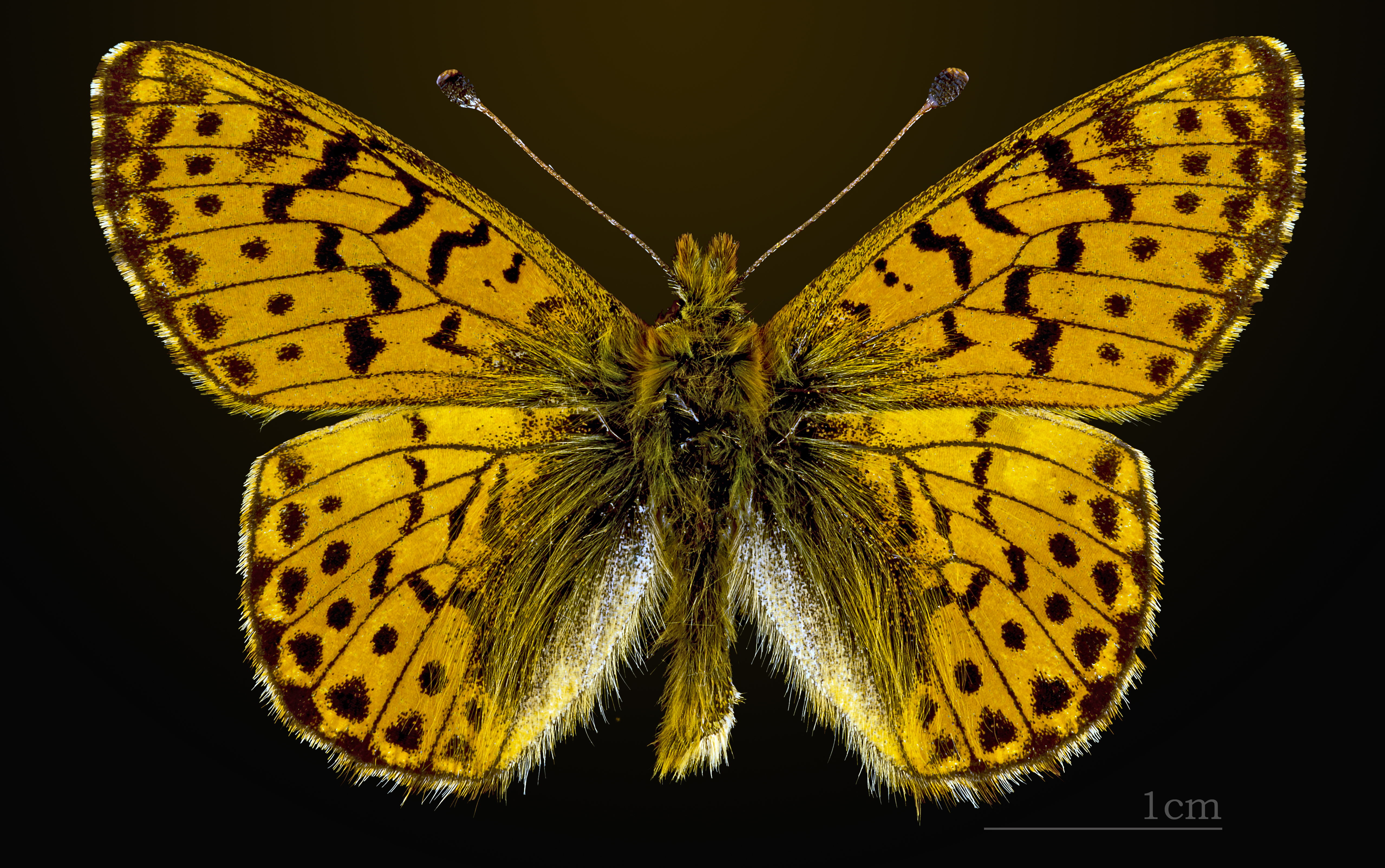
Boloria pales pyrenesmiscens
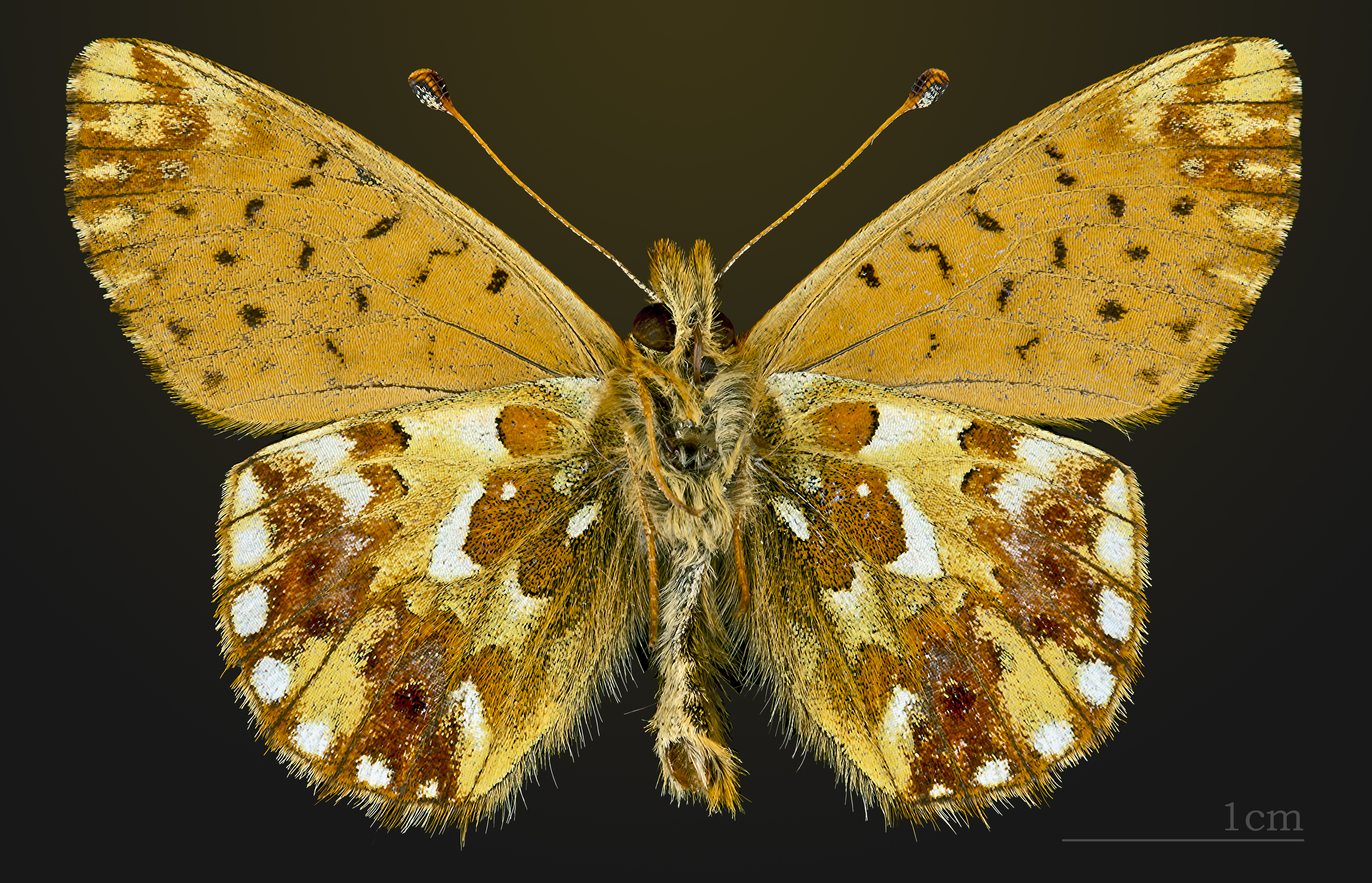
△ Boloria pales pyrenesmiscens